# Slobodan Božinović
Слободан Божиновић (22. септембар 1948 – 18. март 2006) је био истакнути инструменталиста и композитор српске и влашке народне музике. Сматра се родоначелником модерног влашког мелоса.

## Биографија
Рођен је 22. септембра 1948. у Радујевцу, селу поред Неготина, на тромеђи Србије, Румуније и Бугарске. Слободан је одрастао у породици музичара. Његови деда и отац су свирали виолину. Након селидбе у Бор, где се његов отац запослио, уз оца почиње да свира на виолини. У основној школи, на наговор учитељице која је препознала његов таленат, отац га уписује у музичку школу и купује му клавирну хармонику.
Почиње да скупља локални влашки мелос, који у то време није био мелодијски и хармонијски уобличен и дефинисан. Већ са 19. годином снима свој први сингл са нумером "Борско коло" која касније постаје темељ за модерну влашку музику. Охрабрен и мотивисан великим успехом, Слободан упорно наставља свој рад као композитор и аранжер. Његов начин свирања постаје основа за даљи рад свих музичара влашке музике. Његова кола на хармоници постају неизбежни фолклорни мотиви влашке музике. Од тада је модерно влашко коло постало неизоставни део српског музичког простора, који је препознао карактеристичан осећај, квалитет и виртуозност влашке музике.
Слободанов син је Љубиша Божиновић, такође признати музичар из Бора који ради у Бечу.

## Дискографија
Популарне песме и аранжмани Слободана Божиновића
Са Слободаном Домаћиновићем
- Te Jubesk Mârije
- Departe Najkâ Departe

Са својим оркестром
- Борско коло
- Дунавски вртлог